# Ordine del Sol Levante

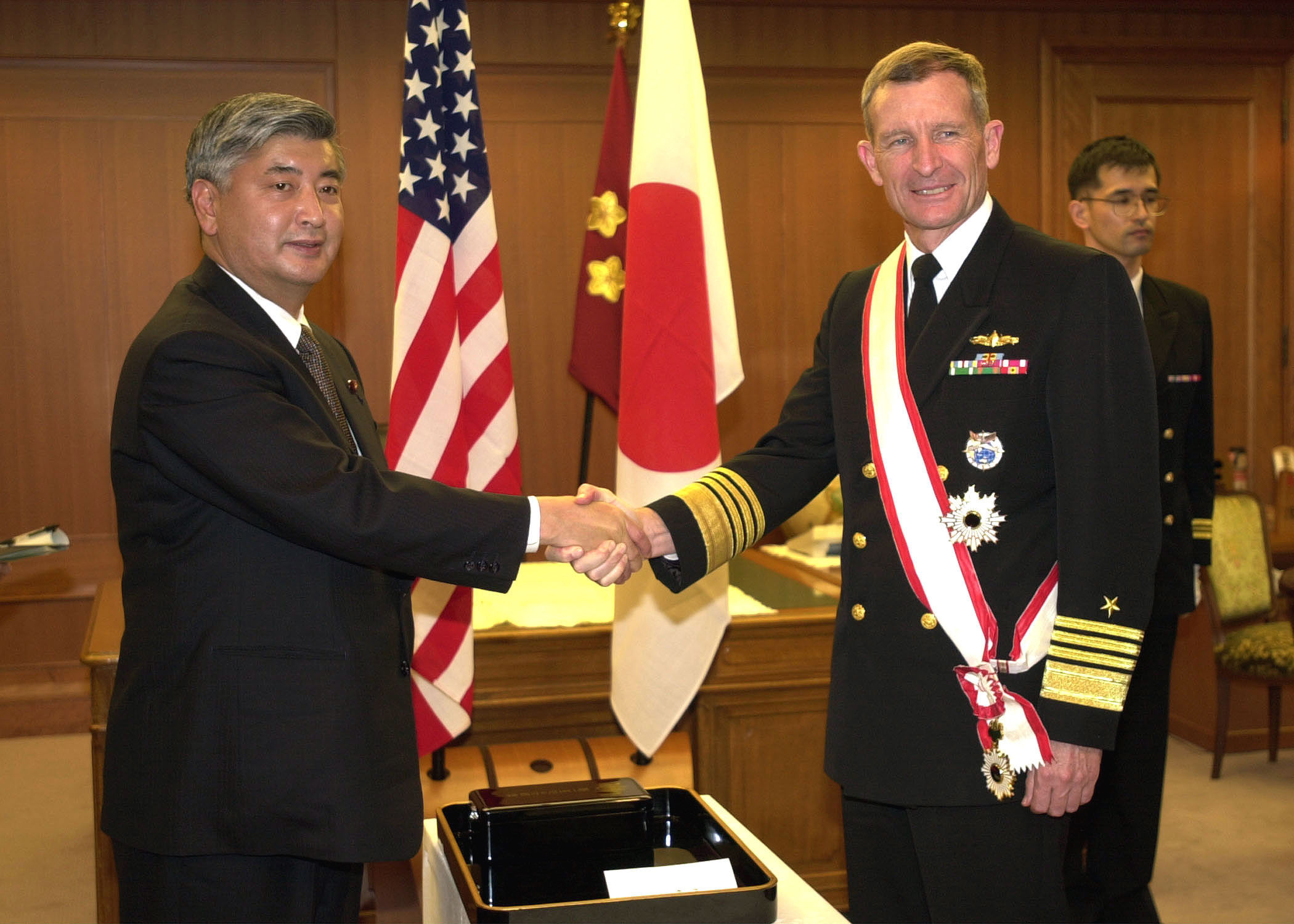
L'Ammiraglio Dennis C. Blair nominato membro dell'Ordine del Sol Levante. (2002)

L'Ordine del Sol Levante (旭日章?, kyokujitsushō) è un'onorificenza giapponese fondata dall'Imperatore Meiji del Giappone. L'Ordine fu la prima decorazione nazionale concessa direttamente dal governo giapponese.

## Storia
Venne creato il 10 aprile 1875 (Meiji 8) per decreto del Consiglio di Stato come primo ordine cavalleresco dell'Impero del Giappone. All'epoca l'ordine possedeva otto gradi. Nel 1876 (Meiji 9) fu istituito il Supremo Ordine del Crisantemo come ordine più alto del Giappone e, nel 1888 (Meiji 21), all'Ordine del Crisantemo fu aggiunto il grado di Collare. Sempre nel 1888 all'Ordine del Sol Levante fu aggiunto un grado: il Gran Cordone con Fiori di Paulonia (勲一等旭日桐花大綬章?, kun'ittō kyokujitsutōka daijushō), che divenne poi l'Ordine dei Fiori di Paulonia, il secondo più importante ordine cavalleresco del Giappone. Dopo la revisione del sistema di onorificenze del 3 novembre 2003 (Heisei 15), l'Ordine fu aperto anche alle donne (precedentemente avevano accesso unicamente al corrispettivo femminile, l'Ordine della Corona Preziosa).
Il tema del sole nascente simboleggia l'energia e la forza dello stato giapponese, chiamato anche "Terra del Sol levante".
È il terzo ordine cavalleresco giapponese in ordine di prestigio dopo l'Ordine del Crisantemo e l'Ordine dei fiori di Paulonia, anche se è in genere destinato, quasi esclusivamente, alla classe civile comune.
La moderna versione di questa onorificenza viene concessa anche ai non giapponesi a partire dal 1981 (anche se già alcuni stranieri ne furono decorati prima e durante la Seconda Guerra Mondiale).
Il tenente Giuseppe Vigo di Torre Bairo fu insignito dell'ordine del Sol Levante nel 1900. L’anno di Meiji 43 (nel 1910) l'Imperatore Mutsuhito insignì dell'Ordine (Ottava Classe) il conte generale Paolo Spingardi, Ministro della Guerra (dal 1909 al 1914).

## Classi
L'Ordine possedeva inizialmente otto classi, che furono poi portate a nove e quindi ridotte a sei. Il vecchio sistema di denominazione delle classi per l'Ordine del Sol Levante fece da stampo per i moderni sistemi di denominazione per Ordine del Sol Levante e Ordine del Sacro Tesoro.

## Insegne
- La medaglia dell'ordine consiste in un sole smaltato di rosso da cui partono 32 raggi bianchi contornati di oro o argento a seconda della classe (oro dalla I alla IV, oro e argento per la V e argento per la VI). Viene legata al nastro per mezzo di tre fiori di paulonia con foglie. Per la VII e l'VIII classe, la medaglia consisteva in tre fiori di paulonia con foglie, smaltati per la VII, in semplice argento per l'VIII.
- La stella dell'ordine è identica alla medaglia, con la differenza che dietro ai raggi del sole si trova una stella a otto braccia tripartite bordate in argento. Viene conferita solo a I e II classe. Va portata sul petto a sinistra per la I classe, a destra per la II.
- Il nastro è bianco con una striscia rossa per parte. Viene conferito come gran cordone da portare dalla spalla destra al fianco sinistro per la I classe, come nastro da collo per la II e la III classe, come medaglia con rosetta per la IV classe e come medaglia per tutte le altre. La medaglia va appesa sul petto a sinistra.

     Attivo
     Reso autonomo nel 2003
     Abolito nel 2003
     Insegna secondaria
| Insegne | Insegne | Insegne |
| --- | --- | --- |
| Ottava Classe, Foglia di Paulonia Bianca (勲八等白色桐葉章?, kunhattō hakushoku tōyōshō)                                                             | Settima Classe, Foglia di Paulonia Verde (勲七等青色桐葉章?, kun'nanatō seishoku tōyōshō)                                                            | Raggi d'Argento (旭日単光章?, kyokujitsu tankōshō) Sesta Classe, Raggi d'Argento (勲六等単光旭日章?, kunrokutō tankō kyokujitsushō)                                |
| Raggi d'Oro e d'Argento (旭日双光章?, kyokujitsu sōkōshō) Quinta Classe, Raggi d'Oro e d'Argento (勲五等双光旭日章?, kungotō sōkō kyokujitsushō)     | Raggi d'Oro con Rosetta (旭日小綬章?, kyokujitsu shōjushō) Quarta Classe, Raggi d'Oro con Rosetta (勲四等旭日小綬章?, kun'yontō kyokujitsu shōjushō) | Raggi d'Oro con Nastro da Collo (旭日中綬章?, kyokujitsu chūjushō) Terza Classe, Raggi d'Oro con Nastro da Collo (勲三等旭日中綬章?, kunsantō kyokujitsu chūjushō) |
| Stella d'Oro e d'Argento (旭日重光章?, kyokujitsu jūkōshō) Seconda Classe, Stella d'Oro e d'Argento (勲二等旭日重光章?, kun'nitō kyokujitsu jūkōshō) | Gran Cordone (旭日大綬章?, kyokujitsu daijushō) Prima Classe, Gran Cordone (勲一等旭日大綬章?, kun'ittō kyokujitsu daijushō)                         | Prima Classe, Gran Cordone con Fiori di Paulonia (勲一等旭日桐花大綬章?, kun'ittō kyokujitsutōka daijushō)                                                         |

## Criteri di assegnazione
- Secondo il decreto 54 del 1875, il premio verrà assegnato a "persone che hanno raggiunto risultati notevoli servendo lo stato o la società".
- Secondo i "Criteri per l'assegnazione delle onorificenze" stabiliti dal Governo Giapponese, l'Ordine del Sol Levante viene assegnato come riconoscimento per coloro che hanno ottenuto risultati eccezionali in vari settori della società, elencati nei seguenti punti:
  - Coloro che hanno contribuito alla stabilità e allo sviluppo della comunità internazionale;
  - Coloro che hanno contribuito a combattere l'evasione fiscale;
  - Coloro che hanno contribuito allo sviluppo dell'istruzione scolastica o dell'educazione sociale;
  - Coloro che hanno contribuito allo sviluppo della cultura o dello sport;
  - Coloro che hanno contribuito allo sviluppo della scienza e della tecnologia;
  - Coloro che hanno contribuito al miglioramento e allo sviluppo del benessere sociale;
  - Coloro che hanno contribuito al miglioramento e allo sviluppo della salute nazionale o della salute pubblica;
  - Coloro che hanno contribuito al miglioramento dell'ambiente di lavoro per i lavoratori;
  - Coloro che hanno contribuito alla conservazione dell'ambiente;
  - Coloro che sono impegnati nel settore dell'agricoltura, silvicoltura, pesca, commercio, miniere, industria, informazione e comunicazioni, edilizia, proprietà immobiliari, finanza, assicurazioni, servizi, ecc. e che hanno contribuito all'interesse pubblico attraverso lo sviluppo economico e industriale;
  - Coloro che hanno assunto le funzioni di avvocato, contabile certificato, avvocato specializzato in brevetti, ecc. e che hanno contribuito all'interesse pubblico;
  - Coloro che hanno contribuito al pubblico interesse lavorando in giornali, trasmissioni televisive e altre attività di diffusione delle notizie;
  - Coloro che sono impegnati in servizi di pubblica utilità come elettricità, gas e trasporti e che hanno contribuito alla promozione del benessere pubblico;
  - Coloro che non rientrano negli articoli precedenti ma che hanno contribuito all'interesse pubblico.
- Il grado da assegnare sarà valutato in base all'importanza dei risultati ottenuti e all'impatto che questi hanno avuto, oltre che in base alla carica ricoperta dalla persona. Per coloro che hanno guadagnato una buona reputazione grazie ai loro sforzi, verrà assegnato il grado di Raggi d'Oro con Rosetta o superiore e, per gli altri, il grado di Raggi d'Argento o superiore.
- L'Ordine può essere assegnato anche a funzionari pubblici che hanno ottenuto risultati importanti durante il loro mandato. Va notato che i risultati complessivi della persona devono essere valutati in modo esauriente e si può prendere in considerazione l'assegnazione di un'onorificenza più alta:
  - Coloro che hanno ottenuto risultati notevoli nel ruolo di Primo Ministro, Presidente della Camera dei rappresentanti, Presidente della Camera alta dei consiglieri o Giudice Capo della Corte suprema (Gran Cordone);
  - Coloro che hanno ottenuto risultati notevoli nel ruolo di Segretario di Stato, Vice Segretario del Gabinetto, Vice Ministro, Vice Presidente della Camera dei Rappresentanti, Vice Presidente della Camera dei Consiglieri o Giudice della Corte Suprema (compresi ruoli equivalenti) (Stella d'Oro e d'Argento o Gran Cordone);
  - Coloro che hanno ottenuto risultati notevoli nel ruolo di membro della Dieta (compresi ruoli equivalenti) (Raggi d'Oro con Nastro da Collo o Stella d'Oro e d'Argento);
  - Coloro che hanno ottenuto risultati notevoli nel ruolo di governatore prefettizio (Raggi d'Oro con Nastro da Collo o Stella d'Oro e d'Argento);
  - Coloro che hanno ottenuto risultati notevoli nel ruolo di sindaco di una città designata ai sensi dell'articolo 252-29, paragrafo 1 della legge sull'autonomia locale (legge n. 67 del 1947) (Raggi d'Oro con Rosetta, Raggi d'Oro con Nastro da Collo o Stella d'Oro e d'Argento);
  - Coloro che hanno ottenuto risultati notevoli nel ruolo di sindaco di una città diversa da quelle designate nell'articolo precedente o di sindaco di un quartiere speciale (Raggi d'Oro e d'Argento, Raggi d'Oro con Rosetta o Raggi d'Oro con Nastro da Collo);
  - Coloro che hanno ottenuto risultati notevoli nel ruolo di sindaco di una cittadina o di un villaggio (Raggi d'Argento, Raggi d'Oro e d'Argento o Raggi d'Oro con Rosetta);
  - Coloro che hanno ottenuto risultati notevoli nel ruolo di membro del consiglio prefettizio, membro del consiglio cittadino o membro del consiglio di un quartiere speciale (Raggi d'Argento, Raggi d'Oro e d'Argento, Raggi d'Oro con Rosetta o Raggi d'Oro con Nastro da Collo);
  - Coloro che hanno ottenuto risultati notevoli nel ruolo di membro del consiglio di una cittadina o membro del consiglio di un villaggio (Raggi d'Argento o Raggi d'Oro e d'Argento).
- In caso di urgenza, l'Ordine potrà essere assegnato a persone coinvolte in situazioni di emergenza che stanno ottenendo ottimi risultati:
  - Coloro che hanno ottenuto risultati notevoli adottando misure per prevenire la diffusione del danno, rischiando la vita durante incendi, tempeste, terremoti e altri disastri;
  - Coloro che hanno ottenuto risultati notevoli nella prevenzione o repressione del crimine, come l'arresto di un ricercato pericoloso, rischiando la vita;
  - Coloro che si sono impegnati in affari pubblici rischiando la vita e sono morti a causa di ciò;
  - Coloro per cui c'è necessità di assegnare la medaglia con urgenza, che stanno ottenendo risultati eccezionali e sono a rischio di morte.[4]

Come gli altri ordini giapponesi, l'Ordine del Sol Levante può essere conferito postumo.

## Insigniti notabili

### I Classe
- Abdelnasser Abdelfattah,2025.[5][6]

- Michael Armacost, 2007.
- Carol Bellamy, 2006.
- Ratan Tata,2012.[7]
- James F. Amos,2014.[8]
- Sydney Brenner,2017.[9]
- Helen Clark,2017.[10]
- Sepp Blatter, 2009.
- Malcolm Fraser, 2006.
- Wangari Maathai, 2009.
- Peter Pace, 2007.
- Gough Whitlam, 2006.
- Mario Monti, 2015
- Hideki Tōjō
- Peyton C. March
- Hitoshi Imamura
- Henri Berthelot
- Eugenio Graziosi
- Masaharu Honma, 1940.
- Konrad Adenauer (1876-1967).
- Bill Gates, 1955.[11]
- Jackie Fisher, I barone Fisher (1841-1920).
- Tom Foley, 1995.
- MacArthur, Douglas (1880-1964).
- Carl Gustaf Emil Mannerheim (1867-1951).
- Mansfield, Mike (1903-2001).
- Robert Gates, 2017.[12]
- George Mountbatten, II Marchese di Milford Haven (1892-1938).
- George Schultz.
- Edmund Allenby, I Visconte Allenby, 1921.
- Letizia Moratti, Sindaco di Milano dal 2006 al 2011 e Ministro dell'istruzione, dell'università e della ricerca dal 2001 al 2006, 2002
- Arthur Barrett, 1921.
- Edmund Barton, 1905.
- Felix von Bendemann, 1906.
- Arleigh Burke (1901-1996).
- Masaru Ibuka (1908-1997).
- Daniel Inouye, 2000.
- Anerood Jugnauth, 1988.
- Kanō Jigorō 1938.
- Mahathir Mohamad, 1991.
- Curtis LeMay (1906-1990).
- John McEwen 1973.
- Robert Menzies (1894-1978).
- William Perry, 2002.
- Tokugawa Yoshinobu (1837-1913).
- Shoichiro Toyoda, 2002.
- Hermann Göring, (1893-1946)

### II Classe
- Arden L. Bement, Jr., 2009.
- Louis Bols, 1921.
- William Douglas Crowder, 2008.
- Hugh Elles (1880-1945).
- Thomas Blake Glover (1838-1911).
- William Reginald Hall (1870-1943).
- Lionel Halsey (1872-1946).
- Donald Keene, 1993.
- Cecil Lambert (1864-1928).
- Charles LeGendre (1830-1899).
- Hideyo Noguchi (1876-1928).
- Jacob Schiff (1847-1920).
- Wendell M. Stanley (1904-1971), 1966.
- Henry W. Taft (1859-1945).
- Giuseppe Tucci (1955)
- Frederick Charles Tudor Tudor (1863-1946).
- Charles Vaughan-Lee (1867-1928).
- Yeo, Philip, 2007.
- Riccardo Muti, 2016.

### III Classe
- Giorgio Amitrano, 2022
- Bonaventura Ruperti (1959-2023)
- Fosco Maraini, 1982
- Peter Drysdale, 2001.
- Clint Eastwood, 2009.
- Robert Garfias, 2005.
- Carol Gluck, 2006.
- William Elliot Griffis (1843-1928).
- John Charles Hoad (1856-1911).
- Jirō Horikoshi, 1973
- Kusuma Karunaratne.
- George Trumbull Ladd (1842–1921).
- Miles Wedderburn Lampson (1880-1964).
- McClellan, Edwin (1925-2009).
- Miner, Earl (1926-2004).
- Ian Nish, 1991.
- David Rowe-Beddoe, Baron Rowe-Beddoe, 2008.
- Rustum Roy, 2002.
- Patrick Lennox Tierney, 2007.
- Royall Tyler, 2008.
- Willy Vande Walle, 2006.
- William Kelly, 2009.
- Umberto Pineschi, 2009
- Renzo Piano, 2018

### IV Classe
- Aleksandr Sokurov
- Henry Pike Bowie (1848-1921).
- Steven Heine, 2007.
- Rena Kanokogi, 2008.
- Keisuke Kinoshita (1912-1998).
- Tommy Lasorda (2008).
- Hideyo Noguchi (1876-1928).
- Frederik L. Schodt (2009).
- Leiji Matsumoto (2010).
- George Takei (2004).
- Masanobu Tsuji (1902-1961).
- Morihei Ueshiba (1883-1969).
- H. Paul Varley.
- Martha Argerich.
- Peggy Hayama (1933-2017), 2004.
- Sadao Watanabe, 2005.
- Takao Saitō, 2010.
- Ennio Morricone, 2019
- Franco Capelletti, 2014

### V Classe
- Kenzo Mori (1914–2007).
- Kiyoshi Nishiyama (1893–1983), 1977.
- Vincenzo Ragusa (1841–1927), giugno 1884.
- Tetsu Nakamura (1946-2019), 2016 [13]
- Richard John Beyer (1930–2019), novembre 2017[14]
- Cesare Turtoro (1952), 2018
- Miyazaki Atsuo, 2021

### VI Classe
- Henry Hajimu Fujii (1886-1976).
- Pietro Gazzera (1879-1953).
- Hiroshi Shirai, 2021

### VIII Classe
- Uberto Visconti di Modrone (1918)